# Vladímir Zvorikin

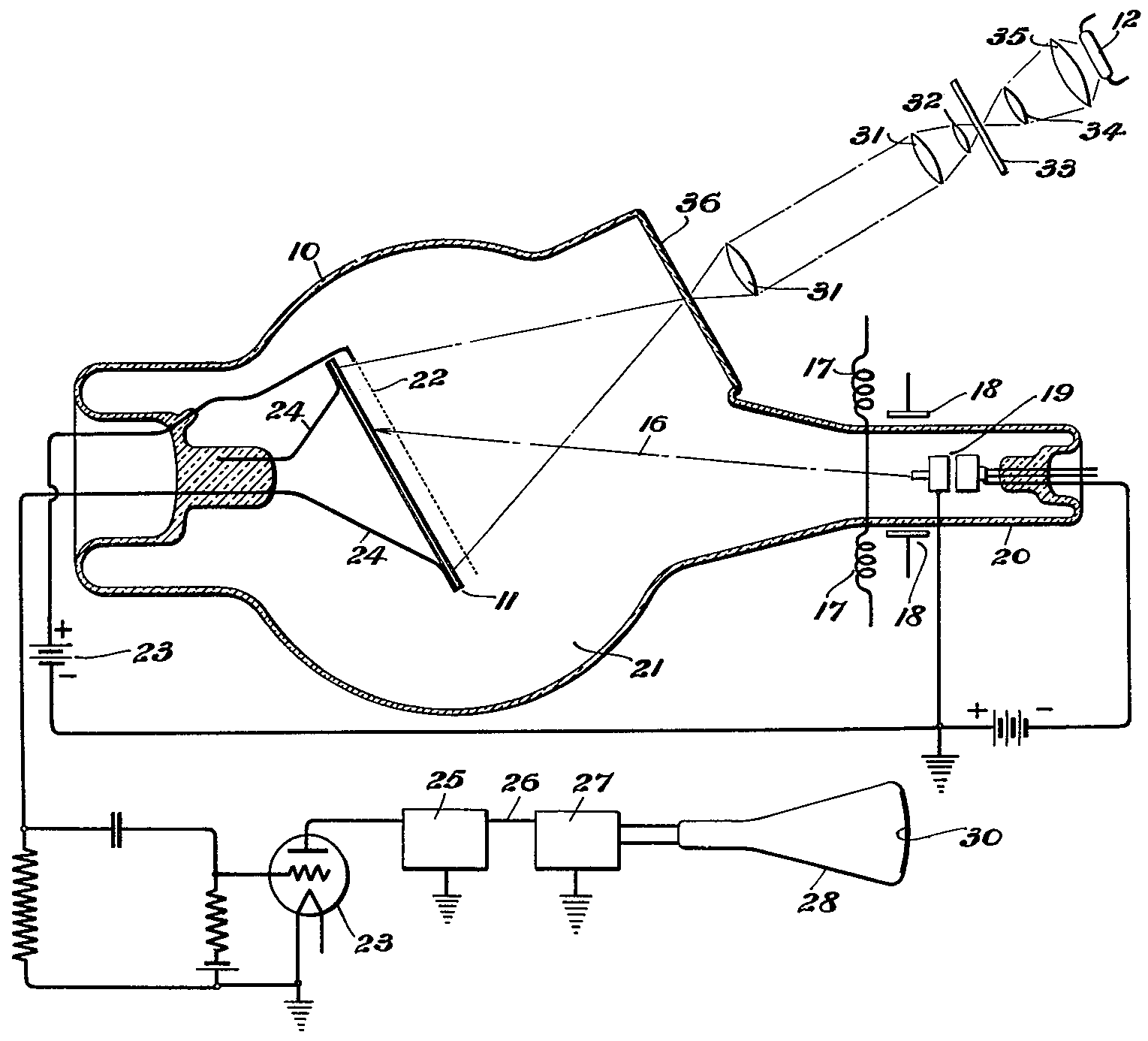
Diagrama d'un microscopi patentat per Zvorikin (1931), amb un aparell similar al de la càmera.

Vladímir Kozmitx Zvorikin (en ciríl·lic Владимир Козьмич Зворыкин), conegut en el món anglosaxó com a Vladimir Zworykin (Múrom, Rússia, 30 de juliol de 1889 – Princeton, Nova Jersey, 29 de juliol de 1982), va ser un enginyer rus que es va basar en el tub de raigs catòdics de Braun, usant-lo en el seu iconoscopi per captar imatges i en el seu cinescopi per visionar-les.

## Biografia
Vladímir Zvorikin va néixer a Múrom el 30 de juliol de 1889.
El seu interès per l'electricitat va néixer quan un dia mentre estava amb el seu pare en una embarcació, va veure que podia controlar diverses parts de l'embarcació amb només uns botons. 
Va estudiar enginyeria elèctrica a l'Institut de Tecnologia de Sant Petersburg i es va graduar el 1912. Un dels seus professors era Boris Rosing, precursor de la televisió electrònica qui va inspirar moltes idees que Zvorikin va desenvolupar posteriorment. També va estudiar al Collège de France a París. Després d'intervenir en la Primera Guerra Mundial, va emigrar als Estats Units el 1919. Va ingressar a la Universitat de Pittsburgh, a Pennsilvània, i va adquirir la nacionalitat nord-americana el 1924. Va treballar a la Westinghouse Electric Corporation de Pittsburgh.

## Desenvolupament de la televisió: iconoscopi i cinescopi
La televisió mecànica de l'època tenia dos grans inconvenients: l'escàs nombre de píxels dels receptors, que feien impossible reproduir una imatge amb una certa definició i la insuportable calor que desprenia la il·luminació que era necessària perquè s'excitessin les cèl·lules fotoelèctriques de la càmera.
Per solucionar-ho, Zvorikin va desenvolupar un tub de càmera format per un conjunt molt fi de cèl·lules fotoelèctriques amb la evaporació de metall sobre una superfície de fibra de vidre. Amb aquest invent cada cèl·lula es carregava de manera diferent segons la intensitat de la llum que rebia del plató. Després, un raigs catòdics transformaven aquesta càrrega en corrent elèctric i el resultat era una imatge amb millor resolució i una sensibilitat de la càmera superior. Aquest invent el va anomenar iconoscopi i, tot i que va demanar la patent el 1923 no va aconseguir-la fins al 1938.
El 1924, poc després de desenvolupar el iconoscopi, va continuar la seva investigació pel desenvolupament de la televisió fins a construir el cinescopi, un altre tub electrònic que podia transformar el senyal elèctric de l'iconoscopi en una imatge reconstruïda de l'escena original, és a dir, la funció inversa del seu anterior invent.
Tot i aconseguir aquests avenços, els seus invents no van generar una gran impressió a la seva presentació a la Westinghouse.
Uns anys més tard, Vladímir Zvorikin va conèixer a David Sarnoff, el director General de la RCA, qui va escoltar amb gran interès les seves idees i projectes. D'aquesta manera, David Sarnoff, va proposar a Zvorikin desenvolupar un sistema de televisió comercial i li va aconseguir els mitjans que li feien falta. Van ser necessaris 10 anys de treball i 50 milions de dòlars invertits per fer-ho realitat.
El 1934, Zvorikin va rebre el premi Morris Liedmann Memorial per la creació dels seus invents que van contribuir al desenvolupament de la televisió.
El sistema de Zvorikin va ser presentat amb èxit a l'Exposició Mundial de Nova York el 1939 i es va inaugurar el 20 d'abril, en presència del President dels Estats Units de l'època, Franklin Roosvelt. 